# Massacro di Sand Creek
Il massacro di Sand Creek (chiamato anche massacro di Chivington o battaglia di Sand Creek) si verificò il 29 novembre 1864, nell'ambito dei più vasti eventi della guerra del Colorado e delle guerre indiane negli Stati Uniti d'America.
Un accampamento di circa 600 nativi americani membri delle tribù Cheyenne meridionali e Arapaho, situato in un'ansa del fiume Big Sandy Creek (oggi nella Contea di Kiowa nella parte orientale dello Stato del Colorado), fu attaccato da 700 soldati della milizia statale comandati dal colonnello John Chivington, a dispetto dei vari trattati di pace firmati dai capi tribù locali con il governo statunitense. Visto lo scarso numero di guerrieri armati e capaci di difendersi presenti nel campo, l'attacco dei soldati si tradusse in un massacro indiscriminato di donne e bambini, con un numero di morti tra i nativi stimato tra 125 e 175 (oltre ad altri 24 morti e 52 feriti tra gli stessi militari attaccanti). Come riferito da molti testimoni oculari, i corpi dei nativi uccisi furono scalpati e in molti casi ripetutamente mutilati da parte dei soldati.
Inizialmente dipinti come una "vittoriosa battaglia" contro nativi ribelli, i fatti di Sand Creek furono poi oggetto di varie investigazioni da parte dell'Esercito statunitense e del Congresso, le quali espressero un severo giudizio sull'operato di Chivington e dei suoi uomini; a dispetto di ciò, tuttavia, nessuna misura punitiva fu presa nei confronti di alcuno dei partecipanti al massacro. I fatti di Sand Creek provocarono attacchi di rappresaglia da parte dei nativi contro gli insediamenti dei coloni europei, nonché un esodo di massa delle tribù native dal Colorado orientale.
Episodio controverso della storia del Colorado e delle guerre contro i nativi dell'America del Nord, il massacro di Sand Creek ispirò poi svariate opere della cultura di massa; l'area teatro dei fatti è oggi protetta dal National Park Service come Sand Creek Massacre National Historic Site.

## Antefatti

### La colonizzazione del Colorado

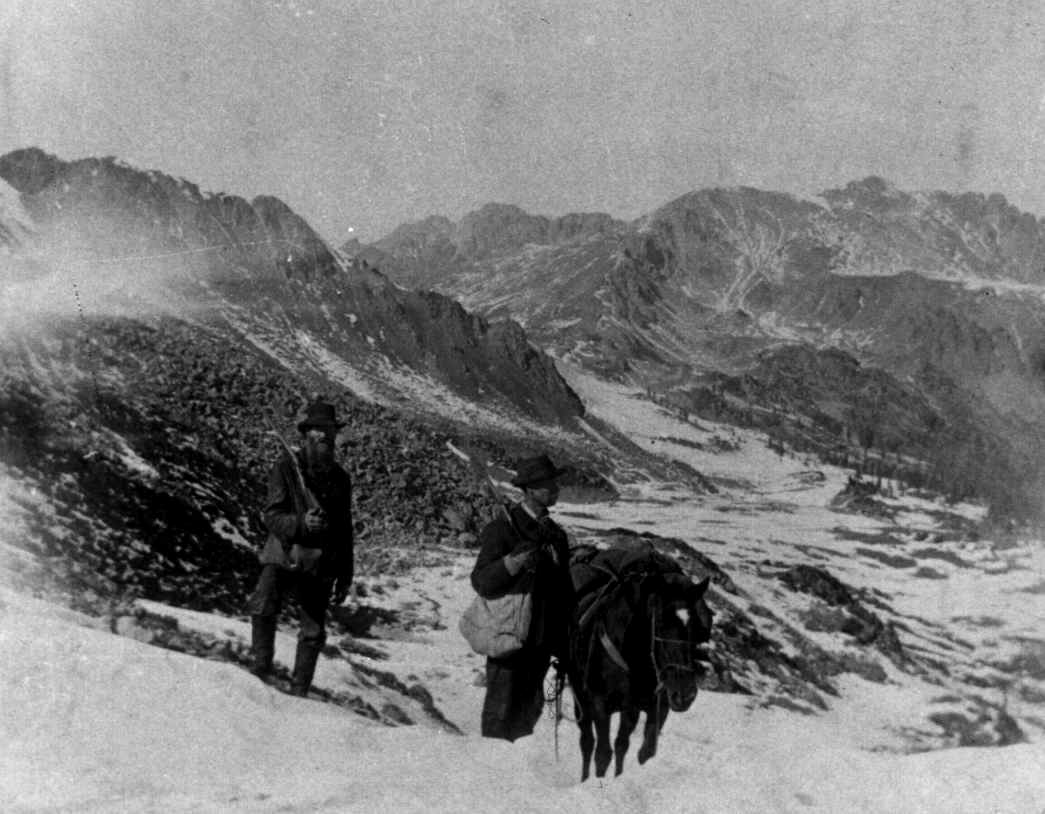
Prospettori minerari nella regione del Pikes Peak, circa 1858

Alla metà del XIX secolo una gran massa di coloni provenienti da est e dall'Europa iniziò a spostarsi dalla costa orientale degli Stati Uniti d'America alla volta dei territori della California e dell'Oregon a ovest, recentemente acquisiti dopo la fine della guerra messico-statunitense, attratti dalla scoperta di vasti giacimenti di oro nella regione (la cosiddetta "corsa all'oro californiana") e percorrendo le cosiddette "Oregon Trail" e "Santa Fe Trail". Le carovane di coloni e cercatori penetrarono nella regione delle Grandi Pianure settentrionali, una zona parte degli Stati Uniti d'America fin dall'acquisto della Louisiana del 1803 ma ancora scarsamente colonizzata e abitata in massima parte solo da varie tribù nomadi e seminomadi di nativi americani. Il 17 settembre 1851 commissari incaricati del governo statunitense siglarono con i rappresentanti delle principali tribù dei nativi della regione il trattato di Fort Laramie: in cambio dell'accettazione di un sicuro passaggio per le carovane dirette a ovest e del permesso per gli Stati Uniti d'America di costruire strade e presidi dell'esercito nella regione, i nativi ricevettero la promessa di un pagamento di un'indennità annuale di 50 000 dollari in beni per quindici anni (poi ridotti a dieci); il trattato definì poi i confini territoriali delle zone spettanti alle varie tribù, oltre a sancire la piena proprietà dei nativi sulle terre loro assegnate con i relativi diritti di caccia, pesca e transito.
Il trattato riconosceva alle tribù dei Cheyenne meridionali e degli Arapaho un vasto territorio compreso tra i contrafforti orientali delle Montagne Rocciose e i fiumi North Platte e Arkansas, zona comprendente la porzione orientale dell'odierno Stato del Colorado, all'epoca non ancora esistente. La firma del trattato garantì una certa pace nella regione almeno fino al luglio del 1858, quando si aprì la cosiddetta "corsa all'oro di Pike's Peak": la scoperta di vasti giacimenti auriferi nelle Montagne Rocciose nei pressi del monte Pikes Peak spinse quasi 100 000 cercatori nella regione, allora parte del territorio federale del Kansas, invadendo le terre spettanti ai nativi; i minatori iniziarono ben presto a costruire villaggi e insediamenti stabili, fondando il primo nucleo della città di Denver nel novembre del 1858. Ai minatori si unirono poi i coloni che iniziarono a rivendicare i terreni della valle del fiume Platte, di importanza vitale per i nativi nomadi in quanto zona di pascolo di vaste mandrie di bisonti; separandosi dal Kansas, nell'ottobre del 1859 le autorità locali istituirono il "Territorio di Jefferson", un'entità amministrativa extralegale e non riconosciuta dal governo statunitense.

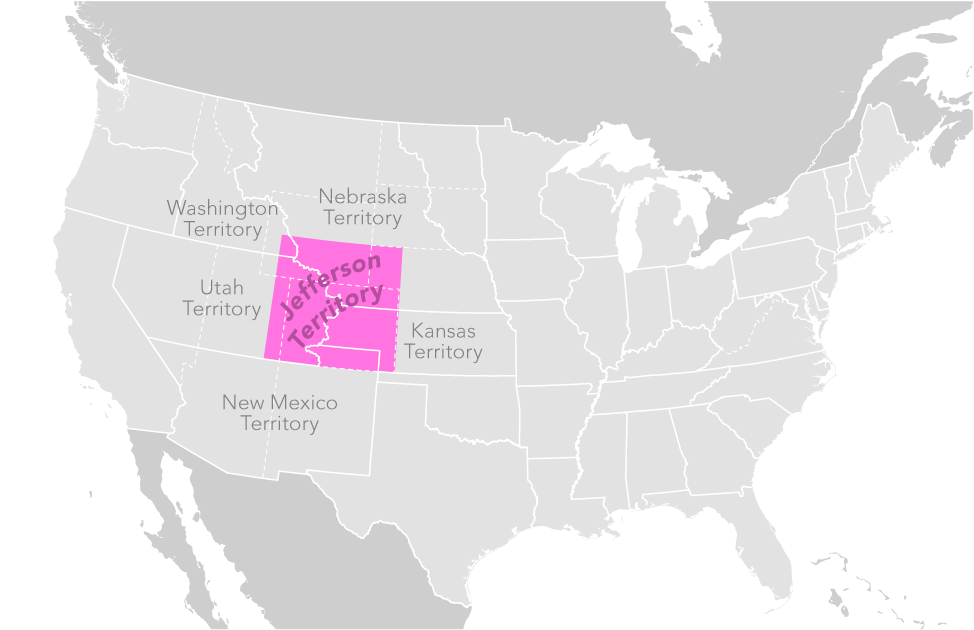
Carta del Territorio di Jefferson nel 1859; con alcune modifiche ai confini, la regione divenne lo Stato del Colorado nel 1861

Sul finire del 1860, le pressioni dei minatori e delle autorità locali spinsero il governo di Washington ad avviare dei negoziati per ridefinire i confini del territorio spettante ai Cheyenne meridionali e agli Arapaho. Il 18 febbraio 1861 il Commissario agli Affari indiani Alfred Greenwood siglò con un gruppo di capi Cheyenne e Arapaho il trattato di Fort Wise: in cambio di un nuovo pagamento i nativi rinunciarono a quasi due terzi della loro precedente riserva, accettando di insediarsi in un'area più ristretta compresa tra i fiumi Arkansas e Big Sandy Creek; i capi intesero dalle trattative che la loro libertà di movimento e di caccia estiva nel precedente territorio non sarebbe stata limitata, una questione vitale visto che la nuova area di insediamento era scarsa di selvaggina e difficilmente coltivabile, ma questo punto del trattato rimase controverso. I capi firmatari furono appena cinque per i Cheyenne (Pentola Nera, Antilope Bianca, Orso Magro, Lupo Piccolo e Orso Alto) e altrettanti per gli Arapaho (Piccola Cornacchia, Bocca Grande, Bufera, Barba-in-Testa e Mano Sinistra), una percentuale piuttosto misera sul totale dei capi delle due tribù che rendeva il trattato di dubbio valore legale e di difficile applicazione. Il 28 febbraio seguente il governo statunitense istituì formalmente il Territorio del Colorado sulla zona prima occupata dal Territorio di Jefferson.

### Verso la guerra
La firma del trattato di Fort Wise fu rigettata da molte tribù Cheyenne e vari gruppi di guerrieri si rifiutarono di rispettarne i vincoli, continuando a spostarsi e a cacciare nel territorio ora ceduto; particolarmente oltranzisti si rivelarono i membri dei "Soldati Cane" (Hotamétaneo'o in lingua cheyenne), una delle sei principali società-guerriere Cheyenne ormai cresciuta fino a diventare un gruppo autonomo e ferocemente ostile alla penetrazione dei colonizzatori nelle terre della tribù. La situazione era aggravata dalle notizie che arrivavano da altre regioni: a sud del Colorado, le tribù Navajo erano soggette a continue pressioni e attacchi da parte dei coloni, mentre a nord l'esercito statunitense era intervenuto pesantemente per reprimere una ribellione delle tribù Dakota Santee del Minnesota (parte del più ampio gruppo dei Sioux). Capi anziani e rispettati come Pentola Nera, Antilope Bianca e Orso Magro tentavano in tutti i modi di tenere i loro guerrieri lontano dalle piste attraversate dai coloni, ma capi più giovani e bellicosi stavano iniziando ad accrescere il loro seguito.

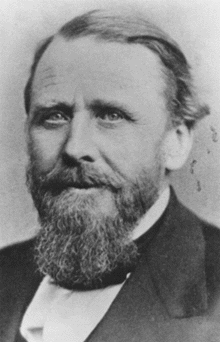
John Evans, secondo governatore del Colorado dal 1862 al 1865

Lo scoppio della guerra di secessione americana nell'aprile 1861 arrivò a interessare anche il Colorado: rimasto fedele all'Unione, il territorio si trovò esposto alla minaccia di un'invasione dei confederati da sud, attraverso il Texas e il Territorio del Nuovo Messico. Furono reclutati diversi reggimenti di volontari del Colorado e contingenti di soldati iniziarono a pattugliare il territorio, facendo crescere la tensione con le bande di guerrieri nativi impegnate nella caccia al bisonte; il nuovo governatore del Territorio John Evans era del resto un sostenitore della linea dura nei confronti dei nativi, in questo appoggiato dal colonnello John Chivington, un veterano della guerra contro i confederati ora comandante del 1st Colorado Volunteer Regiment of Cavalry.
La situazione iniziò a deteriorarsi nell'aprile 1864: a Fremont's Orchard, a nord di Denver, una pattuglia del 1st Colorado Cavalry attaccò un gruppo di Soldati Cane Cheyenne accusati di aver rubato dei cavalli a dei coloni; pochi giorni dopo gli uomini di Chivington attaccarono un campo indiano vicino a Cedar Bluffs, uccidendo due donne e due bambini e incendiando più di settanta tende, il 10% dell'intera capacità abitativa delle tribù Cheyenne. Il 16 maggio una compagnia del 1st Colorado Infantry Regiment, inviata da Chivington a operare senza autorizzazione oltre il confine del Colorado, mosse contro un grosso campo estivo di Cheyenne nei pressi del torrente Ask, un affluente del fiume Smoky Hill in Kansas: il capo Orso Magro, uno dei firmatari dell'accordo di Fort Wise, andò incontro ai militari disarmato e portando con sé una copia del trattato, ma non appena fu loro vicino i soldati gli spararono uccidendolo; svariati gruppi di Cheyenne accorsero dai campi vicini e assalirono i militari e solo l'intervento del capo Pentola Nera, che trattenne i guerrieri dal portare a fondo il loro attacco, consentì ai soldati di mettersi in salvo con una precipitosa ritirata su Fort Larned.

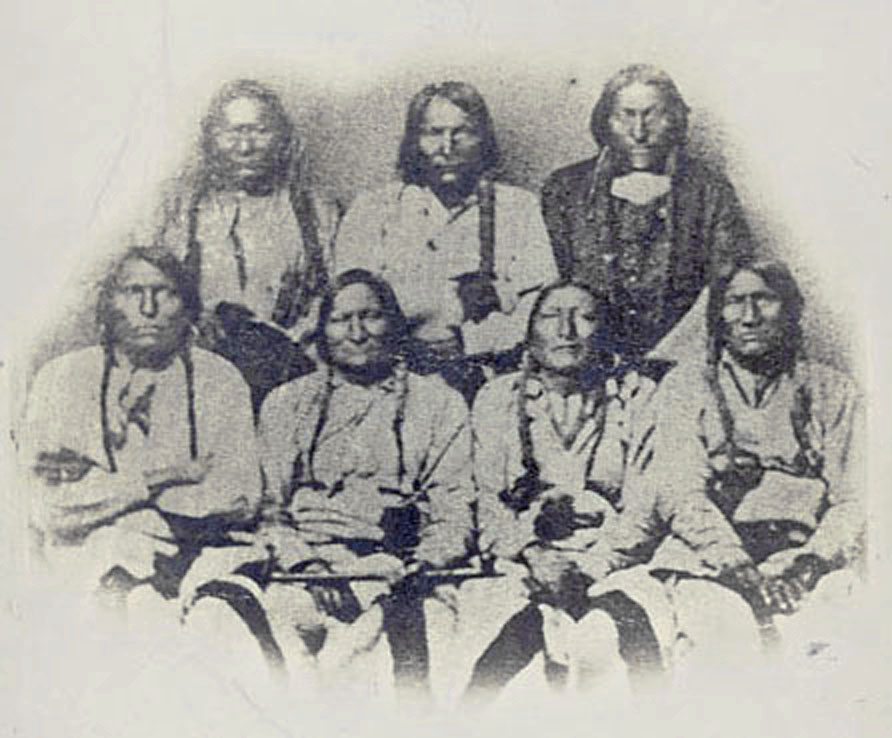
Foto di gruppo dei capi Cheyenne e Arapaho riuniti a Denver il 28 settembre 1864; Pentola Nera è il secondo da sinistra della prima fila

La morte di Orso Magro minò l'autorità dei capi anziani come Pentola Nera, sostenitori della pace, in favore dei più bellicosi leader dei Soldati Cane: gruppi sparsi di Cheyenne presero a razziare per rappresaglia gli insediamenti dei coloni e ad assalire convogli di carri e diligenze, in alcuni casi unendosi a bande di Sioux penetrate nella valle del Platte da nord, in fuga dalle spedizioni punitive dell'esercito statunitense nel Territorio del Dakota. A fine giugno 1864 il governatore Evans intimò a Cheyenne e Arapaho di rientrare nella loro riserva e di presentarsi a rapporto presso Fort Lyon, sotto pena di essere considerati ostili; in agosto il governatore emanò un secondo proclama con cui autorizzava i cittadini del Colorado ad attaccare indiscriminatamente le bande di nativi sorprese fuori dalla riserva. Grazie alla mediazione di William Bent, un colono dedito al commercio che aveva sposato una donna Cheyenne ed era ben voluto dai nativi, Pentola Nera riuscì a entrare in contatto con il comandante della guarnigione di Fort Lyon, maggiore Edward W. Wynkoop, e il 28 settembre un gruppo di capi Cheyenne e Arapaho fu scortato dai soldati a Denver per trattare un pacifico rientro delle loro tribù dal Kansas: nonostante i gesti di buona volontà di Pentola Nera, che aveva portato con sé quattro bambini di famiglie di coloni riscattati da alcuni nativi che li avevano rapiti, Evans si dimostrò ostile, tentando in tutti i modi di incolpare i capi presenti delle scorrerie e di attribuire loro la responsabilità dell'inizio delle ostilità; Chivington invece si dimostrò più ambiguo, mettendo in luce la sua volontà di condurre una guerra totale contro i nativi ostili ma facendo intendere che se le tribù si fossero accampate nelle vicinanze di Fort Lyon, sotto la sorveglianza dei soldati, non avrebbero avuto nulla da temere.

## Il massacro

### Accampati sul Sand Creek

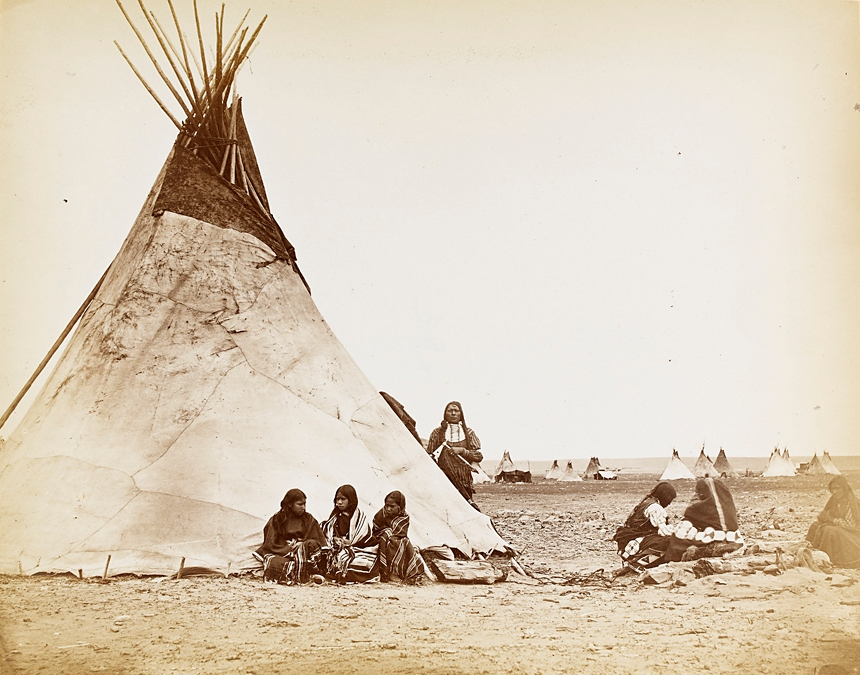
Un accampamento Arapaho fotografato negli anni 1870

Ai primi di ottobre circa 800 nativi lasciarono i loro campi estivi sullo Smoky Hill per trasferirsi nelle vicinanze di Fort Lyon: le tribù Cheyenne dei capi Pentola Nera e Antilope Bianca si insediarono in un'ansa del fiume Sand Creek, un affluente del fiume Arkansas in quella che oggi è la Contea di Kiowa del Colorado sud-orientale, a circa 64 chilometri a nord-est di Fort Lyon, mentre gli Arapaho dei capi Piccola Cornacchia e Mano Sinistra si accamparono nelle immediate vicinanze del forte stesso, con la cui guarnigione i nativi presero a intrattenere regolari rapporti commerciali e a ricevere le razioni alimentari loro spettanti in base ai trattati firmati. I buoni rapporti instaurati con i nativi attirarono però sul maggiore Wynkoop critiche da parte dei suoi superiori e il 5 novembre 1864 egli fu trasferito a Fort Riley in Kansas venendo rimpiazzato a Fort Lyon dal maggiore Scott J. Anthony, un sostenitore della linea dura.
Anthony sospese la distribuzione dei viveri ai nativi finché questi non avessero consegnato le armi in loro possesso, ma anche quando gli Arapaho ebbero eseguito il maggiore vietò loro di entrare nel forte per commerciare, ordinando loro di tenersi a distanza; Pentola Nera si recò al forte per incontrare il nuovo comandante e stando alla testimonianza di diversi ufficiali presenti all'incontro, il maggiore Anthony lo rassicurò sul fatto che se i nativi fossero rimasti nel loro campo sul Sand Creek non avrebbero avuto nulla da temere. Gli Arapaho smontarono il loro campo e si divisero in due: la tribù di Mano Sinistra raggiunse i Cheyenne sul Sand Creek, ma quella di Piccola Cornacchia, una volta fuori dalla vista della guarnigione di Fort Lyon, piegò a sud e si rifugiò oltre il fiume Arkansas. Partiti gli Arapaho, Anthony informò i suoi superiori circa la presenza di «una banda di nativi a meno di 60 chilometri dal forte», chiedendo rinforzi.
Il 26 novembre un commerciante bianco che aveva rapporti con i nativi, John "Coperta Grigia" Smith, giunse a Fort Lyon per chiedere l'autorizzazione a recarsi al campo sul Sand Creek per affari; sfruttando l'occasione per tenere tranquilli i nativi, il maggiore Anthony non solo diede il suo assenso ma fornì anche a Smith un carro-ambulanza dell'esercito con il suo conducente, il soldato semplice David Louderback, per trasportare le sue merci. Il giorno dopo i rinforzi chiesti da Anthony arrivarono a Fort Lyon: dopo una marcia condotta in gran segreto, il colonnello Chivington condusse personalmente al forte 600 cavalleggeri appartenenti al suo 1st Colorado Volunteer Regiment of Cavalry, a una compagnia del 1st Regiment New Mexico Volunteer Cavalry distaccata in Colorado e soprattutto al 3rd Colorado Cavalry Regiment del colonnello George L. Shoup, un'unità di miliziani i cui componenti si erano offerti volontari appositamente per combattere contro i nativi, un impiego considerato più sicuro del servizio al fronte contro i confederati.

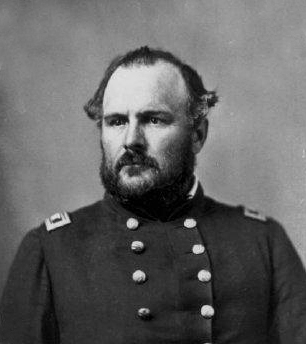
Il colonnello John Chivington.

Chivington proibì a chiunque di uscire dal forte e inviò un distaccamento di cavalleggeri al vicino ranch di William Bent, bloccando gli occupanti al loro interno; due dei tre figli meticci di Bent, George e Charlie, si trovavano però già al campo sul Sand Creek in visita a parenti della madre insieme a Edmund Guerrier, un commerciante Cheyenne-francese che avrebbe poi sposato una delle figlie di Bent, Julia. Riuniti i suoi ufficiali, Chivington mise subito in chiaro la sua intenzione di attaccare il prima possibile il campo dei nativi sul Sand Creek, trovando il pieno appoggio del maggiore Anthony ma anche l'opposizione di alcuni dei presenti: in particolare, il capitano Silas Soule e il tenente Joseph Cramer, rispettivamente i comandanti delle compagnie D e K del 1st Colorado Cavalry, e il tenente James Connor della guarnigione di Fort Lyon protestarono per il progettato attacco a un campo di nativi pacifici, una chiara violazione dei precedenti impegni presi circa la garanzia della sicurezza dei nativi. Stando a quanto riferito da testimoni, Chivington si scagliò con rabbia contro i dissidenti, aggredendo verbalmente il tenente Cramer urlando: «Maledetto sia chiunque simpatizzi con i nativi! Io sono venuto a uccidere i nativi e credo sia giusto e onorevole usare qualsiasi mezzo Dio ci abbia messo a disposizione per uccidere gli indiani!». Soule, Cramer e Connor furono obbligati a partecipare alla spedizione dietro la minaccia di essere deferiti a una corte marziale, ma diedero segretamente ordine ai propri uomini di sparare sui nativi solo per difendersi.
Alle 20:00 del 28 novembre la colonna di Chivington lasciò Fort Lyon, accresciuta nel numero da un ulteriore centinaio di soldati e da quattro obici da montagna tratti dalla guarnigione del forte; come guida il colonnello aveva portato con sé il noto esploratore James Beckwourth ma questi, ormai anziano (aveva 66 anni all'epoca dei fatti) e afflitto da dolori reumatici e vista debole, si dimostrò inadeguato al compito e Chivington diresse la colonna a un piccolo ranch posto lungo la strada, obbligandone il proprietario ad affiancare Beckwourth: questi era Robert Bent, il maggiore dei tre figli meticci di William Bent.

### L'attacco

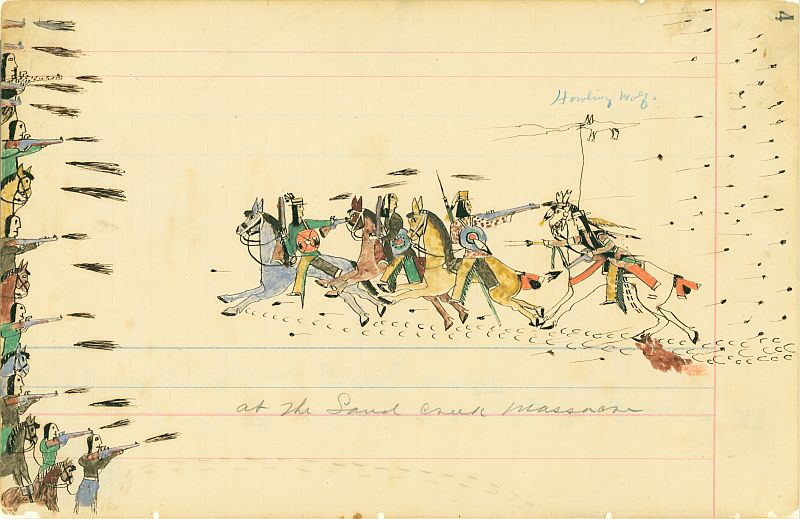
Il massacro di Sand Creek in una rappresentazione artistica del Cheyenne Lupo Ululante, uno degli scampati all'attacco

All'alba del 29 novembre 1864 la colonna dei soldati giunse al campo Cheyenne e Arapaho sul Sand Creek, ottenendo una completa sorpresa: a parte i guardiani del recinto dei cavalli, i nativi non avevano messo nessuna sentinella a protezione del campo, tanto erano fiduciosi sul fatto di non avere nulla da temere. L'accampamento era situato in un'ansa a ferro di cavallo del Sand Creek, a nord di un piccolo torrente in quel momento in secca: la tribù di Pentola Nera era accampata al centro, con a ovest i Cheyenne dei capi Antilope Bianca e Copricapo di Guerra e a est, un poco più discosti, gli Arapaho di Mano Sinistra. La maggior parte dei maschi adulti era lontano più a est, a caccia delle mandrie di bisonti nella zona dello Smoky Hill, e circa i due terzi dei 600 nativi presenti nel campo erano donne o bambini; Robert Bent stimò che i guerrieri fossero circa 35, cui sommare un'altra trentina di uomini anziani.

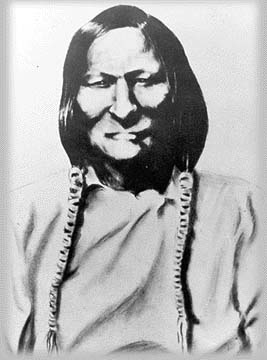
Il capo Cheyenne Pentola Nera

I nativi furono svegliati dal rumore dei cavalli della massa dei soldati che galoppava verso il campo; la confusione si sparse rapidamente per l'accampamento, mentre donne e bambini uscivano urlando dalle tende e i pochi guerrieri disponibili correvano a prendere le armi. Edmund Guerrier fu svegliato dalle urla delle donne: uscì dalla tenda e si diresse verso l'alloggio del mercante John Smith, anche lui accampato con i Cheyenne insieme a sua moglie nativa, a suo figlio meticcio Jack e al soldato David Louderback. Quest'ultimo propose di andare incontro ai soldati avanzanti, ma non appena il piccolo gruppo uscì dalla tenda di Smith i cavalleggeri aprirono il fuoco con carabine e pistole: il gruppo fece dietro front e corse a ripararsi dietro la tenda, dove furono raggiunti anche da Charlie Bent. Pentola Nera aveva fatto innalzare accanto al suo tipi un alto palo di legno a cui aveva fissato una grossa bandiera degli Stati Uniti d'America, un dono di quando aveva firmato il trattato di Fort Wise: non appena i soldati si avvicinarono al campo, il vecchio capo urlò alla sua gente di radunarsi sotto alla bandiera e in poco tempo svariate centinaia di donne e bambini si ammassarono intorno al palo, mentre tutt'intorno i soldati facevano fuoco indiscriminatamente.
Ai primi spari il capo Antilope Bianca, un anziano di 75 anni, si mosse a passo svelto verso i soldati; James Beckwourth, che cavalcava a fianco di Chivington, testimoniò che il capo, disarmato e con le mani in alto, si avvicinò urlando «Fermi! Fermi!» in inglese perfettamente udibile, finché non fu abbattuto a colpi di fucile da parte dei soldati. Il corpo rimase abbandonato sul letto asciutto del torrente: come riferì poi Robert Bent, alcuni soldati vi si avvicinarono e lo mutilarono con i loro coltelli, tagliandogli il naso, le orecchie e i testicoli per farne dei trofei. Risalendo il letto asciutto del torrente, anche gli Arapaho del campo vicino corsero a rifugiarsi sotto la bandiera di Pentola Nera; il capo Mano Sinistra si fermò di fronte ai soldati con le braccia incrociate, dicendo che non avrebbe combattuto contro di loro perché erano amici: fu colpito da una pallottola di fucile, ma riuscì poi a mettersi in salvo.
Robert Bent descrisse lo scontro come «una carneficina indiscriminata di uomini, donne e bambini». Bent vide un gruppo di trenta o quaranta donne rifugiarsi in un anfratto: una bambina di circa sei anni fu mandata fuori con una bandiera bianca, ma questa fu subito colpita e uccisa dal fuoco dei soldati; tutte le donne ammassate nell'anfratto furono poi passate per le armi senza che potessero opporre resistenza. Tutti i corpi dei nativi uccisi che Robert Bent vide erano stati scalpati e molti mutilati dai soldati, una circostanza confermata anche dalla testimonianza del tenente James Connor: i soldati tagliarono le dita delle mani dei morti per impossessarsi di anelli e altri gioielli, oppure asportarono nasi, orecchie e organi sessuali di uomini e donne per farne dei trofei da esporre sui cappelli o sulle selle dei cavalli; nei giorni successivi al massacro molti soldati furono poi visti mettere in mostra questi loro trofei nei saloon della zona di Denver.

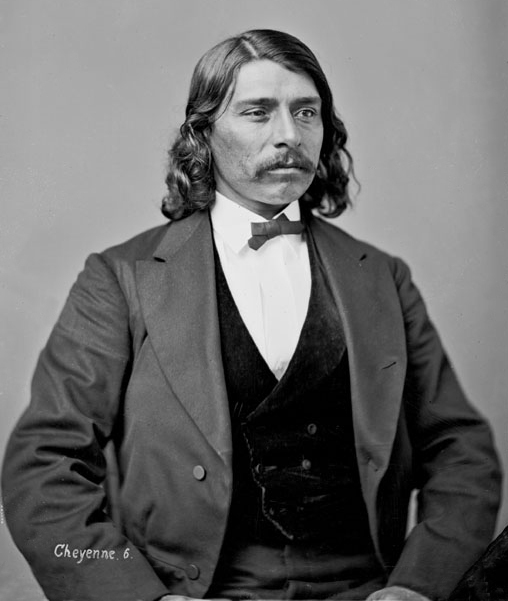
Il franco-Cheyenne Edmund Guerrier, uno dei testimoni oculari dei fatti di Sand Creek

Non venne dato nessun quartiere ai nativi feriti, né ai bambini. Robert Bent vide un soldato avvicinarsi a una donna stesa a terra, colpita a una gamba, e spezzarle entrambe le braccia a colpi di spada, lasciandola poi lì a morire dissanguata; sempre Bent riferì di una bambina di cinque anni che, nascosta in un banco di sabbia, fu scoperta da due soldati: questi le spararono a distanza ravvicinata con le loro pistole e poi ne trascinarono il corpo fuori dalla sabbia prendendolo per un braccio. Sia Bent sia il capitano Soule videro il corpo di una donna incinta, lasciato sventrato e con il feto abbandonato accanto; Bent riferì di aver visto i corpi di numerosi neonati uccisi con le loro madri, mentre il tenente Connor seppe di un bambino di pochi mesi gettato nella cassetta del fieno di un carro e poi abbandonato a morire sulla strada durante il rientro della colonna al forte.
L'attacco non fu molto coordinato poiché molti soldati erano scarsamente disciplinati e ubriachi dopo le bevute fatte durante la marcia di avvicinamento; parecchi nativi riuscirono quindi a fuggire dal luogo del massacro: quando divenne chiaro che la bandiera alzata da Pentola Nera non era un rifugio sicuro, vari gruppi di nativi fuggirono attraverso il basso corso del Sand Creek cercando rifugio sulla sponda opposta, dirigendo poi a est verso i campi dei Cheyenne andati a caccia sullo Smoky Hill; diversi di loro furono uccisi dal fuoco degli obici da montagna dei soldati che sparavano dalla riva sud del fiume. Pentola Nera si salvò nascondendosi in un burrone, anche se sua moglie fu gravemente ferita; numerosi nativi si nascosero scavando buche e trincee nella riva sabbiosa del torrente in secca, resistendo poi fino a notte: tra questi vi fu George Bent, rimasto separato dal fratello Charlie fin dalle prime fasi dello scontro e ferito al fianco da una pallottola di fucile.
Conclusasi la sparatoria la colonna di Chivington fece rapidamente rientro a Fort Lyon; prima di lasciare l'area i soldati presero i cavalli dei nativi e incendiarono le tende del campo. I soldati portarono con sé sette prigionieri: la moglie Cheyenne del commerciante John Smith, la moglie nativa di un colono che risiedeva a Fort Lyon con i suoi tre bambini e i due meticci Jack Smith e Charlie Bent. Beckwourth riuscì a salvare la vita a Charlie nascondendolo su un carro insieme a un ufficiale rimasto ferito e facendolo poi rilasciare, ma Jack fu ucciso da un soldato che infilò la canna della sua pistola in un buco della tenda dove il prigioniero era detenuto.

## Conseguenze

### Le vittime

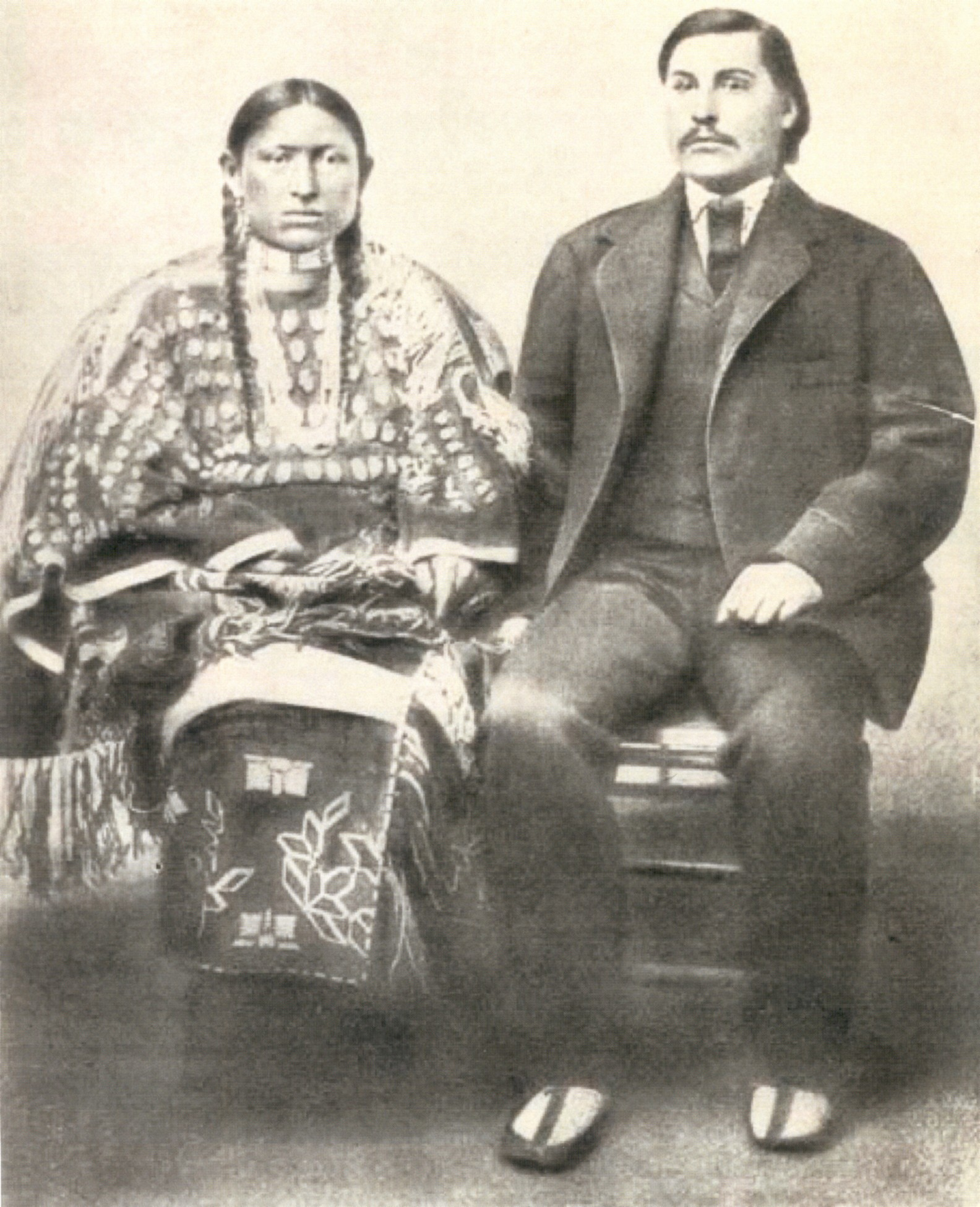
George Bent con la moglie nativa Magpie, fotografati nel 1867

Il numero esatto delle vittime del massacro di Sand Creek non è chiaro. Nel suo rapporto reso alla commissione d'inchiesta dopo i fatti, il colonnello Chivington indicò la cifra di 500 o 600 nativi morti, sostenendo che la quasi totalità delle vittime erano guerrieri e che il numero di donne e bambini rimasti uccisi era molto basso. Le cifre date da Chivington furono largamente sottodimensionate da altri testimoni oculari degli eventi: il commerciante John Smith parlò di 70 o 80 morti tra i nativi, di cui solo 20 o 30 erano guerrieri; George Bent, in una lettera al giornalista e attivista per i diritti dei nativi dell'America del Nord Samuel F. Tappan del 15 marzo 1889, parlò di un totale di 137 vittime, di cui 28 uomini e 109 donne e bambini; il maggiore Scott Anthony parlò di «non più di» 125 vittime tra i nativi, mentre il tenente Joseph Cramer stimò tra le 125 e le 175 vittime totali. Diversi autori riportano per i nativi la cifra di 133 morti: 28 uomini e 105 tra donne e bambini.
La tribù di Pentola Nera, i Wutapai, soffrì le perdite più pesanti; perì quasi metà della tribù degli Hevhaitaniu, compresi i suoi capi Lupo Giallo e Grande Uomo, e cifre simili riportarono gli Oivimana del capo Copricapo di Guerra (rimasto ucciso) e gli Hisiometanio di Antilope Bianca. Tra le vittime vi era anche il capo Occhio Solo, perito insieme a gran parte della sua tribù, mentre i clan degli Heviqxnipahis e dei Suhtai ebbero pochi morti; delle dieci tende del campo Arapaho di Mano Sinistra (circa 50 o 60 persone), solo una manciata sfuggì indenne all'attacco dei soldati. Nessun membro dei Soldati Cane Cheyenne era presente al campo sul Sand Creek.
La reazione dei seppur pochi guerrieri presenti nel campo provocò vittime anche tra i soldati attaccanti: John Smith parlò di 10 soldati uccisi e altri 38 feriti, mentre il rapporto ufficiale di Chivington indicò 9 morti e 38 feriti. Le stime sul numero dei caduti tra i soldati arrivarono poi a un totale di 24 morti e 52 feriti: il 1st Colorado Cavalry ebbe 4 morti e 21 feriti, il 3rd Colorado Cavalry 20 tra morti in azione e per le ferite riportate e 31 altri feriti. Alcune fonti attribuiscono molte delle vittime tra i soldati al fuoco amico, a causa della scarsa disciplina dei loro compagni e della caotica conduzione dell'assalto, circostanza però non confermata da altri autori.

### Le rappresaglie dei nativi
Scesa la notte, i nativi che come George Bent si erano nascosti in buche scavate sulle sponde sabbiose del Sand Creek uscirono dai propri rifugi e, insieme con chi era fuggito durante l'attacco, iniziarono a marciare verso est, alla volta degli accampamenti dei guerrieri andati a caccia sullo Smoky Hill: ormai in inverno, senza nulla da mangiare e spesso sofferenti per le ferite riportate, i sopravvissuti del massacro dovettero marciare attraverso le praterie del Colorado anche per 80 chilometri prima di trovare la salvezza. La notizia dell'attacco si sparse rapidamente tra i campi dei Cheyenne.

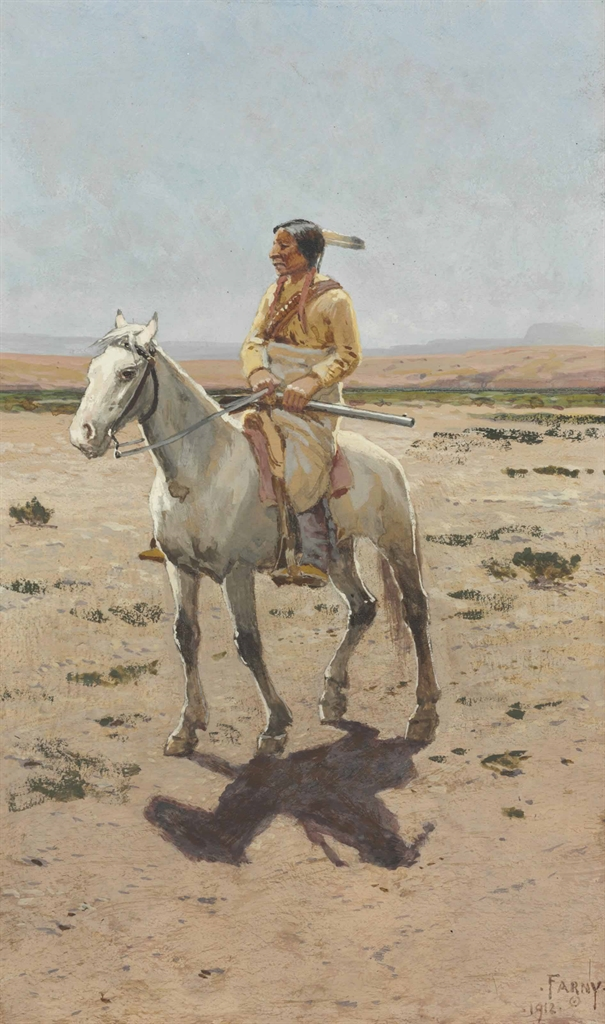
Rappresentazione artistica di un guerriero Cheyenne

Il massacro distrusse l'autorità che i capi anziani, quelli che più di tutti si erano battuti per mantenere la pace con i colonizzatori, avevano fino a quel momento detenuto: molti membri chiave del "consiglio dei quarantaquattro", la massima istituzione centrale delle tribù Cheyenne, erano rimasti uccisi e quelli sopravvissuti come Pentola Nera erano ormai del tutto screditati. I capi anziani furono messi da parte e il potere passò in mano ai leader più giovani e bellicosi, primi tra tutti i membri dei Soldati Cane: il loro capo, Toro Alto, iniziò a radunare una vasta armata, stringendo alleanze con gruppi particolarmente ostili ai colonizzatori come i Brulè Sioux e gli Oglala Sioux che scendevano da nord. Disgustati per quello che avevano visto al Sand Creek, i due fratelli George e Charlie Bent come pure la moglie nativa di William, Donna Gialla, lasciarono il ranch del padre e si unirono alle bande dei Soldati Cane.
Benché fosse ormai pieno inverno, nel gennaio 1865 l'alleanza di Cheyenne, Arapaho e Sioux iniziò ad attaccare gli insediamenti dei colonizzatori nella valle del Platte e nel Colorado orientale: il 7 gennaio un migliaio di guerrieri assaltò la città di Julesburg uccidendo 14 soldati statunitensi e quattro civili, mentre il 14 gennaio un centinaio di nativi attaccarono l'American Ranch vicino all'odierna cittadina di Sterling, incendiandolo e uccidendo sette persone. Tra il 28 gennaio e il 2 febbraio i nativi attaccarono convogli di carri, avamposti dell'esercito, insediamenti isolati e linee del telegrafo lungo tutta la valle del fiume South Platte, interrompendo le comunicazioni e provocando una carenza di generi alimentari a Denver che scatenò il panico degli abitanti.
Dopo aver svernato, nella primavera 1865 le tribù Cheyenne e Arapaho decisero di lasciare il Colorado per dirigersi a nord del Platte fino nel Dakota, nella regione del fiume Powder River e delle Black Hills dove si trovavano le roccaforti delle tribù Sioux nonché vasti campi dei loro cugini del nord, i Cheyenne settentrionali: almeno 3 000 nativi attraversarono il Colorado orientale e il Nebraska occidentale, saccheggiando nuovamente Julesburg e respingendo vari attacchi da parte dei soldati statunitensi, fino a trovare la protezione delle tribù Sioux riunite attorno al bellicoso capo Nuvola Rossa; Pentola Nera e altri 400 Cheyenne, in maggioranza donne e anziani, scelsero invece di andare a sud, oltre il fiume Arkansas, per ricongiungersi con gli Arapaho del capo Piccola Cornacchia che già si erano insediati lì.
Nel tentativo di riportare ordine nel Colorado, nell'ottobre 1865 una delegazione del governo statunitense si recò da Pentola Nera per negoziare un nuovo trattato con i Cheyenne e gli Arapaho; particolarmente complicata era ritenuta la questione della proprietà delle terre, con molti coloni che rivendicavano appezzamenti che legalmente appartenevano in realtà ai nativi, tra cui il sito dove sorgeva l'intera città di Denver. Il 14 ottobre 1865 Pentola Nera, Piccola Cornacchia e un'altra decina di capi Cheyenne e Arapaho, ormai rappresentanti solo poche centinaia dei membri delle loro tribù, siglarono il trattato del Little Arkansas: in cambio di una riserva a sud dell'Arkansas e della promessa di compensazioni monetarie per i sopravvissuti al massacro, le tribù dei nativi rinunciarono per sempre a qualsiasi diritto sulle loro terre originarie nel Colorado; nemmeno due anni dopo l'accordo fu abrogato dagli Stati Uniti e rimpiazzato dal trattato di Medicine Lodge del 21 ottobre 1867, che cancellò la riserva a sud dell'Arkansas e obbligò Cheyenne e Arapaho a trasferirsi ancora più a sud, nel poco ospitale "Territorio indiano" (l'odierno Stato dell'Oklahoma).

### Le inchieste sul massacro
I primi resoconti del massacro di Sand Creek tesero a dipingerlo come un'importante battaglia vinta dai soldati contro un avversario valoroso, ma a mano a mano che nuove testimonianze oculari dei fatti vennero alla luce iniziarono a levarsi critiche e accuse nei confronti dell'operato di Chivington e dei suoi uomini. L'esercito statunitense avviò due inchieste sui fatti di Sand Creek, la prima sotto la direzione del maggiore Edward Wynkoop e la seconda sotto l'allora tenente colonnello Samuel Tappan, i quali iniziarono a raccogliere varie testimonianze dai partecipanti al massacro; nel gennaio 1865 gli eventi di Sand Creek arrivarono quindi all'attenzione dello United States Congress Joint Committee on the Conduct of the War, una commissione d'inchiesta del Congresso degli Stati Uniti d'America costituita per indagare sugli aspetti controversi riguardanti le forze armate federali nel periodo della guerra di secessione.
Gli inquirenti ascoltarono diversi testimoni oculari degli eventi, tra cui Robert Bent, Edmund Guerrier, John Smith, i tenenti James Connor e Joseph Cramer e il capitano Silas Soule; proprio Soule, uno dei primi a denunciare l'azione e criticare la condotta di Chivington, fu assassinato in pieno giorno in una strada di Denver il 23 aprile 1865, poche settimane dopo aver reso la sua testimonianza alla commissione d'inchiesta: dell'omicidio fu accusato un membro del 2nd Colorado Cavalry ritenuto un fedelissimo di Chivington, Charles Squier, che tuttavia sfuggì all'arresto e non fu mai processato per il delitto.
Il giudizio che la commissione d'inchiesta del Congresso emise nel maggio 1865 nei confronti del colonnello Chivington fu molto severo:
Whatever influence this may have had upon Colonel Chivington, the truth is that he surprised and murdered, in cold blood, the unsuspecting men, women, and children on Sand creek, who had every reason to believe they were under the protection of the United States authorities, and then returned to Denver and boasted of the brave deed he and the men under his command had performed.
In conclusion, your committee are of the opinion that for the purpose of vindicating the cause of justice and upholding the honor of the nation, prompt and energetic measures should be at once taken to remove from office those who have thus disgraced the government by whom they are employed, and to punish, as their crimes deserve, those who have been guilty of these brutal and cowardly acts.»
Qualunque peso tutto questo abbia avuto sul Colonnello Chivington, la verità è che ha sorpreso e assassinato, a sangue freddo, gli uomini, donne e bambini di Sand Creek, ignari, i quali avevano ogni ragione di credere di essere sotto la protezione delle autorità statunitensi, e poi ritornando a Denver si è vantato dell'azione coraggiosa che lui e gli uomini sotto il suo comando avevano compiuto.
In conclusione questa commissione è dell'opinione che al fine di difendere la causa della giustizia e mantenere l'onore della nazione,debbano essere adottate immediatamente misure pronte e vigorose per rimuovere dalla propria carica chiunque avesse così vilipeso il governo dal quale egli è impiegato, e di punire, adeguatamente al crimine commesso, coloro che si sono resi colpevoli di questi atti brutali e codardi.»
A dispetto di queste conclusioni, tuttavia, nessun provvedimento punitivo di alcun genere fu preso nei confronti di Chivington o di alcun altro dei partecipanti al massacro di Sand Creek. Chivington lasciò l'esercito nel febbraio 1865, alla scadenza del suo regolare periodo di servizio, intraprendendo poi una serie di attività lavorative a Omaha e in California; i suoi tentativi di darsi alla politica furono ostacolati dalle accuse a lui rivolte circa i fatti di Sand Creek e dopo essere rientrato a Denver, lavorò come sceriffo locale fino alla sua morte, avvenuta il 4 ottobre 1894. Il governatore John Evans, che nella sua testimonianza davanti al comitato investigativo aveva cercato di minimizzare gli eventi di Sand Creek e di coprire le responsabilità del colonnello Chivington, rassegnò le dimissioni dal suo incarico il 18 luglio 1865 dopo pressioni in tal senso del presidente Andrew Johnson; anche dopo le dimissioni Evans rimase una figura popolare in Colorado, continuando a rivestire incarichi amministrativi per la città di Denver fino alla sua morte il 2 luglio 1897.
Il massacro di Sand Creek continuò a rappresentare un aspetto controverso della storia del Colorado. Nel 1909, sul parco prospiciente il Campidoglio di Denver, fu eretto dalla "Colorado Pioneer Association" un monumento commemorativo della partecipazione del Colorado alla guerra di secessione, il quale nella sua targa elencava Sand Creek come una delle "battaglie e scontri" sostenuti dalle truppe dello Stato nel corso del conflitto; solo nel 2002, dopo un apposito voto dell'Assemblea legislativa locale, l'Associazione storica del Colorado appose una targa al monumento che chiariva l'"errata categorizzazione" (mischaracterized) dei fatti di Sand Creek eseguita dai costruttori del monumento originario. Ancora nel 2013 pesanti critiche furono mosse dai discendenti dei nativi americani del Colorado a un'esposizione sul massacro di Sand Creek realizzata dall'associazione storica locale, per via del modo in cui i fatti erano rappresentati.
Il 27 aprile 2007 il luogo del massacro fu proclamato parco nazionale storico degli Stati Uniti come "Sand Creek Massacre National Historic Site", sotto la protezione del National Park Service.

## Sand Creek nella cultura di massa
I fatti di Sand Creek ebbero una vasta eco nelle opere di cultura dedicate al periodo delle guerre tra nativi e colonizzatori, venendo riprodotti e citati più volte.
Rappresentazioni del massacro di Sand Creek e riferimenti espliciti a esso possono essere ritrovati nei film Tomahawk - Scure di guerra (1951), Il forte delle amazzoni (1957) e Soldato blu (1970), ed è citato poi ne L'ultimo cacciatore (1995) e Iron Man 3 (2013); in televisione, il massacro è rappresentato direttamente nell'episodio 13 (Massacre at Sand Creek) della prima stagione della serie televisiva Playhouse 90 del 1956-1960 nell'episodio 4 (Hell on Wheels) della miniserie Into the West del 2005, ed è citato in un episodio della serie televisiva Le leggendarie imprese di Wyatt Earp del 1955-1961.
Varie opere di letteratura hanno fornito rappresentazioni, si sono ispirate o hanno citato i fatti di Sand Creek, come i romanzi A Very Small Remnant (1963) di Michael Straight, Centennial (1974) di James Albert Michener, From Sand Creek (1981) di Simon Ortiz e Choke Creek (2009) di Lauren Small; Emilio Salgari fece molti riferimenti all'accaduto nel suo romanzo Sulle frontiere del Far-West.
Al massacro di Sand Creek sono esplicitamente dedicate le canzoni The Crimson Parson del cantante folk statunitense Peter La Farge e Fiume Sand Creek scritta e composta dai cantautori italiani Fabrizio De André e Massimo Bubola.